# Four Times Square
Der Four Times Square (auch bekannt als Condé Nast Building) ist ein Wolkenkratzer am Times Square von Manhattan, dessen Bau im Januar des Jahres 2000 vollendet wurde.

## Beschreibung

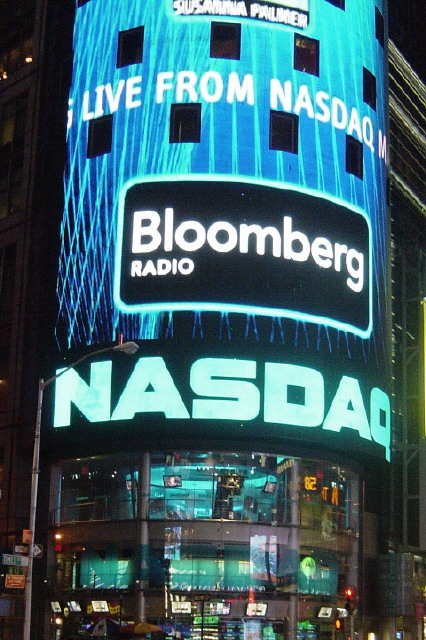
Der Eingangsbereich bei Nacht

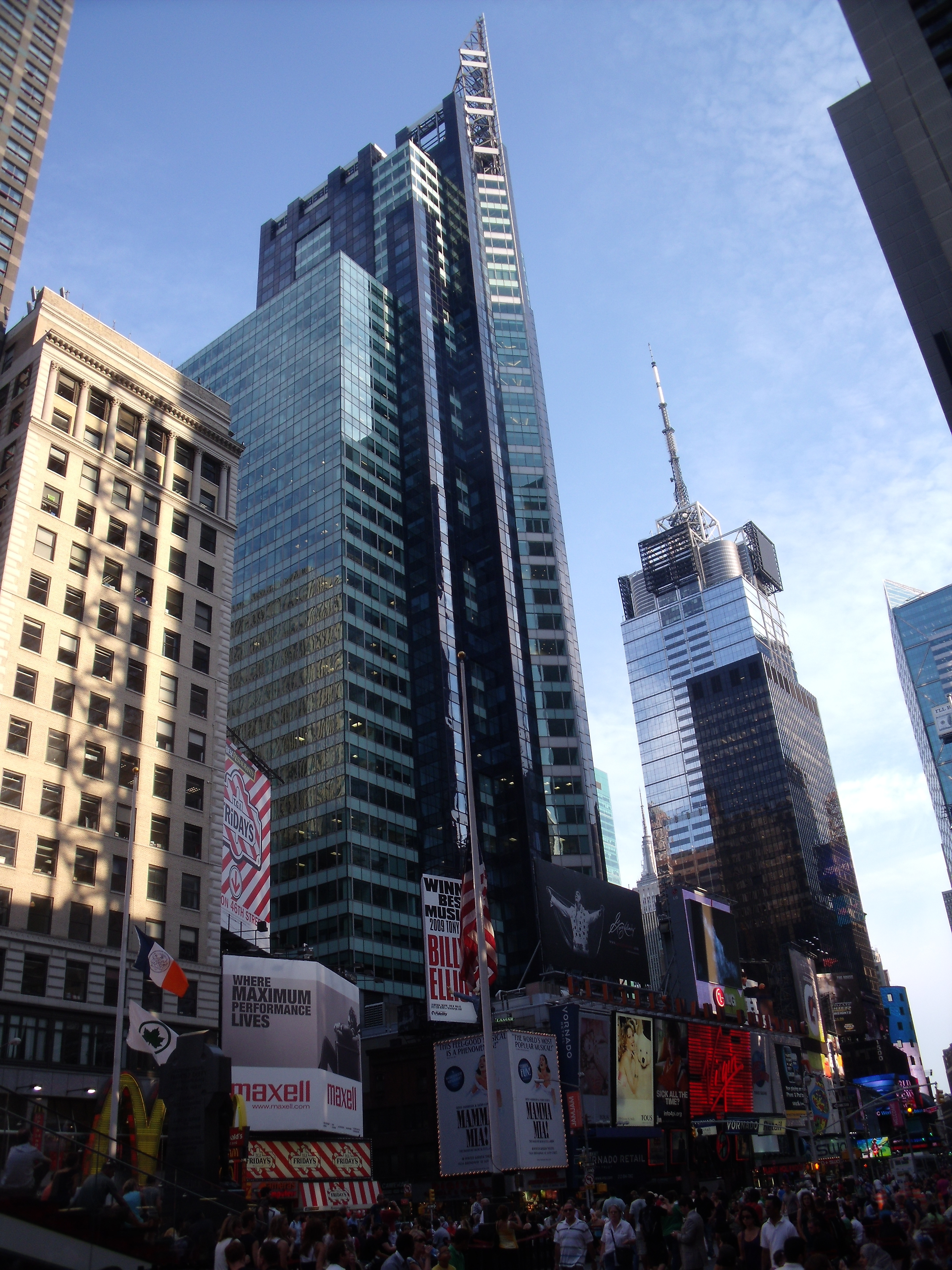
Der Four Times Square rechts hinten. Vorne das Bertelsmann Building

Das Gebäude trägt neben seiner Adresse (4 Times Square) den Namen von Condé Nast Publications, einer US-amerikanischen Verlagsgruppe, deren Flaggschiff das Magazin Vogue ist. Im Jahr 2014 zog das Unternehmen jedoch aus dem Gebäude aus und verlegte seinen Sitz in das neu erbaute One World Trade Center am Ground Zero.
Die nutzbare Bürofläche beträgt 164.284 Quadratmeter. Das Gebäude zählt 48 nutzbare und vier mechanische Etagen und ist 246,6 Meter (809 Fuß) hoch. Somit ist es mit Stand Oktober 2024 das 42-höchste Gebäude New Yorks. Nach der Zerstörung des World Trade Centers (1973–2001) wurde auf dem Dach ein 94 Meter hoher Sendemast zur Übertragung von Sendesignalen installiert. Unter dessen Berücksichtigung ist das Gebäude mit einer Gesamthöhe von 341 Metern nach dem One World Trade Center, dem Empire State Building, dem 432 Park Avenue, dem Bank of America Tower und weiteren das neunthöchste Bauwerk New Yorks.
In der nordwestlichen Ecke des Gebäudes ist die NASDAQ, die größte amerikanische Börse, untergebracht.
Besitzer des Gebäudes ist die Durst Organization. Geplant wurde es von dem Architekturbüro Fox & Fowle. Das Gebäude wurde von Tishman Construction errichtet und am 21. Juni 1999 eröffnet.